# Университет Кабо-Верде
Университет Кабо-Верде (порт. Universidade de Cabo Verde, UNICV) — крупнейшее высшее учебное заведение Кабо-Верде. Входит в Ассоциацию португалоязычных университетов.

## История
Университет был создан 20 ноября 2006 года на базе слияния нескольких институтов:
- Высшая школа образования (порт. Instituto Superior de Educação, ISE)
- Высшая школа инженерных и морских наук (порт. Instituto Superior de Engenharias e Ciências do Mar, ISECMAR)
- Национальная школа бизнеса и управления (порт. Instituto Nacional de Administração e Gestão, INAG)

В 2007 году в состав университета вошла Национальная школа исследования и развития сельского хозяйства (порт. Instituto Nacionai de Investigação e Desenvolvimento Agrário, INIDA).

## Структура
Университет Кабо-Верде включает в себя следующие факультеты:
- Факультет науки и технологии
- Факультет общественных наук и искусств
- Факультет инженерных и морских наук
- Школа аграрных и природных наук
- Школа бизнеса и управления

На сегодняшний день предлагаются 44 программы бакалавриата, 24 программы магистратуры (включая медицину), 20 программ обучения по техническим специальностям и 4 программы докторантуры. 
Главный кампус располагается в Прае, столице страны. Дополнительные кампусы расположены в Сан-Жоржи-дуз-Органш (остров Сантьягу) и Минделу (остров Сан-Висенти).